# Hypnites lanceolatus
Hypnites lanceolatus là một loài rêu trong họ Amblystegiaceae. Loài này được J.-P. Frahm mô tả khoa học đầu tiên năm 2004.